# تفجيرات بغداد (17 أيار 2016)
حصلت سلسلة من التفجيرات في 17 أيار/مايو 2016 في العاصمة العِراقية بغداد مما تسبب في مقتل 101 شخصا على الأقل وإصابة أكثر من 194 جريحًا.

## التفجيرات
تسبّبَ التفجير الانتحاري في مقتل 41 شخصًا وجرح أكثر من 70 في المنطقة الشمالية من بغداد. تلى ذلك إنفجار سيارة مفخخة بالقرب من مدينة الصدر مما تسبب في مقتلِ ما لا يقل عن 30 شخصًا وجرح 57 آخرون. انفجرت سيارة مفخخة ثانية في شارع الرشيد جنوب العاصمة مما نجمَ عن ذلك مقتل ستة وجرح 21.
وضربت قنبلة ما سيارة متوقفة في وسط سوق شعبي في الدورة في جنوب بغداد مما أسفرَ عن مقتل ثمانية أشخاص وجرح 22 آخرين. كما استهدفَ انتحاري مطعمًا في حي الحبيبية مما نجم عن ذلكَ مقتل تسعة وجرح 18 آخرين. وانفجرت قنبلة في وقتٍ لاحق في شارع الرشيد جنوب بغداد وقد قتلت شخصًا فيما جرحت آخر. وجرت اشتباكات أخرى أسفرت عن مقتل أربعة من جنود الجيش فضلا عن إصابة اثنين آخرين وثلاثة من أفراد الشرطة، ثم انفجرت قنبلة بالقرب من سوق شعبي في حي الأمين شرق بغداد مما أسفر عن مقتل شخصين وإصابة سبعة آخرين.
سبقَ كل هذه الهجمات تفجير انتحاري آخر استهدفَ مصنع غاز مملوكٍ للدولة في التاجي شمال بغداد قتلَ 14 شخصا على الأقل كما شهدت العاصِمة موجة أخرى من الهجمات التي قتل فيها أكثر من مائة شخص. وإنّ الدولة الإسلامية في العراق والشام قد أعلنت مسؤوليتها عن كل هاتهِ الهجمات.